# Königsgräber von Neungsan-ri

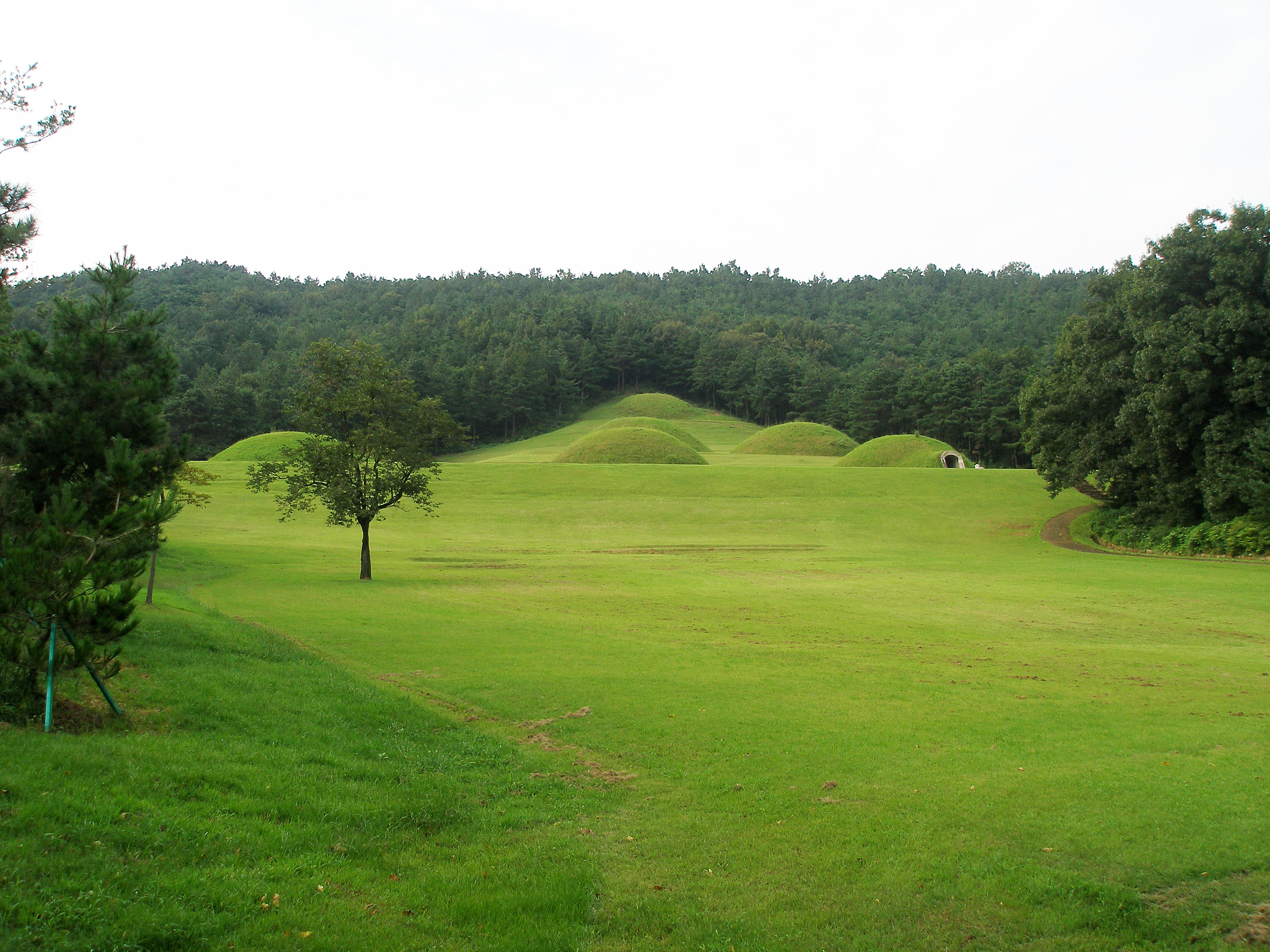
Königsgräber von Neungsan-ri

Die Königsgräber von Neungsan-ri (koreanisch: 능산리) bestehen aus sieben verschiedenen Gräbern in Buyeo (부여), in der Provinz Chungcheongnam-do (충청남도), Südkorea, die aus der Sabi-Periode (538–660 n. Chr.) des Königreichs Baekje (백제) stammen.
Die Grabanlagen wurden im Januar 1963 als 14. kulturell bedeutsamer Ort von der südkoreanischen Regierung unter Denkmalschutz gestellt und am 4. Juli 2015 von der UNESCO unter dem Titel: „Baekje Historic Areas“ in die Liste der Weltkulturerbe aufgenommen.

## Geografie

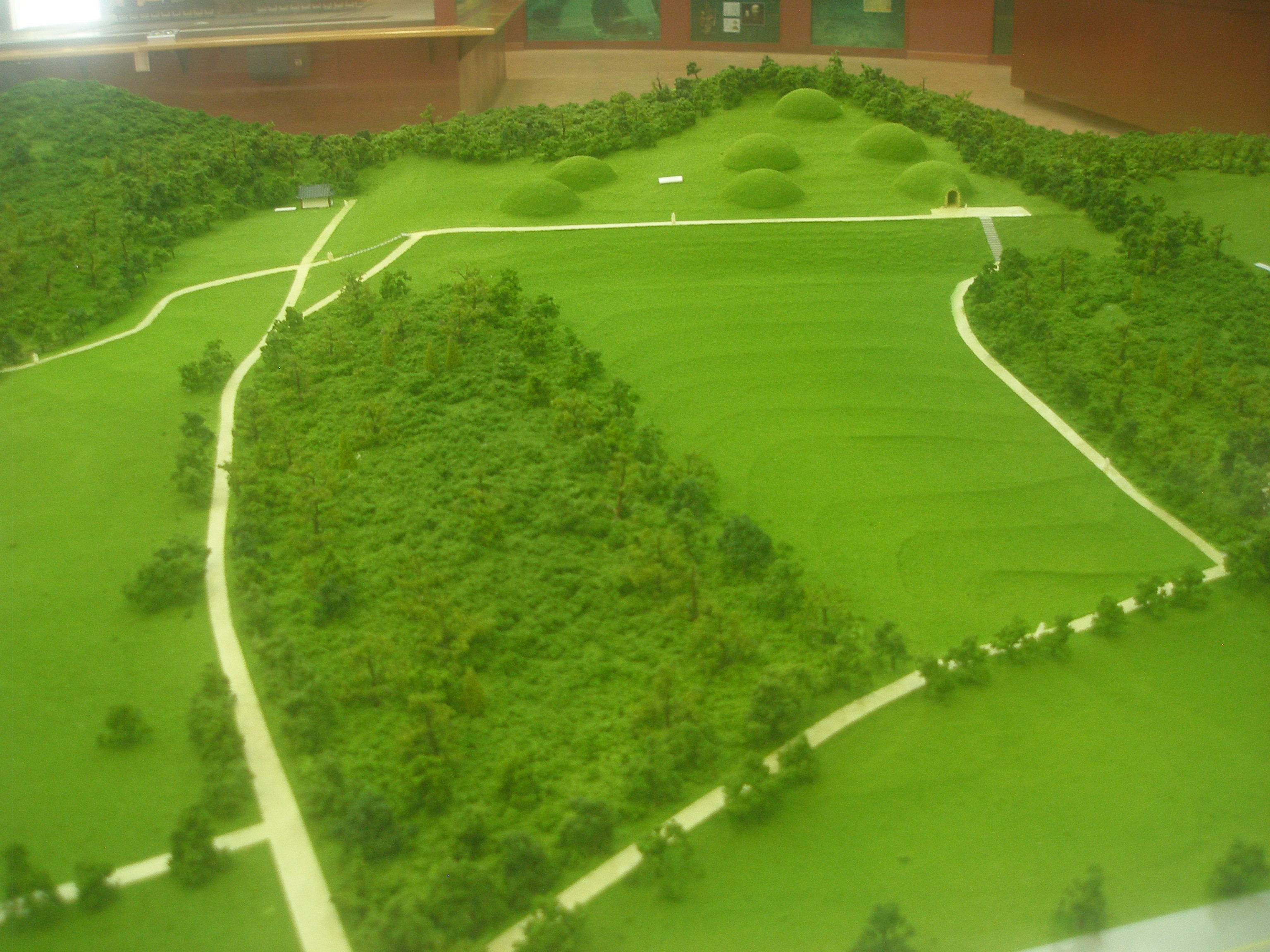
Modell der Anlage

Die Grabanlagen liegen in der Formation eines Dreiecks an dem Hang eines bewaldeten 121 m hohen Hügels, rund 3 km östlich des Stadtzentrums von Buyeo. Der Stadtwall von Naseong verläuft wenige hundert Meter westlich der Grabhügel. Die als Weltkulturerbe geschützte Fläche umfasst 2,1 Hektar, die Schutzzone ringsum 26,5 Hektar.

## Geschichte
Im Jahr 538 n. Chr. verlegte König Seong (성왕) (523–554) die Hauptstadt des Königreichs Baekje von Ungjin (웅진) nach Sabi (사비), dem heutigen Buyeo. Bedingt durch die ständigen Angriffe und Bedrohungen durch das Königreich Goguryeo (고구려) von Norden her, war ihm der Regierungssitz in der Festung Gongsanseong nicht mehr sicher genug. Daraufhin wurde der Königspalast am Fuße des Berges Busosan in Sabi angelegt, mit dem Berg, der Festung und dem Fluss als Schutz in Richtung Norden. Der Stadtwall von Naseong schütze die Stadt gen Osten. Die Grabanlagen wurden während der Sabi-Periode angelegt und stellen die einzigen Zeugen königlicher Bestattung in der Zeit in der damaligen Hauptstadt dar. 200 Meter westlich der Grabanlagen wurde seinerzeit ein kleiner Gebetstempel zu Ehren des Königs Seong errichtet.

## Archäologische Untersuchungen
Archäologische Untersuchungen wurden an den Gräbern in den Jahren 1915 und 1917 vorgenommen. Da die Gräber schon viele Jahre zuvor von Grabräubern geleert worden waren, konnten keine wesentlichen Funde mehr gemacht werden, über die die Gräber einem bestimmten König hätten zugeordnet werden können. Lediglich die Anordnung, Baustil, Dekoration und die Lage der Gräber lässt auf die Nutzung für Könige schließen. Bedeutsam in einigen Grabkammern sind vor allem die Deckenmalereien, für die, um sie erhalten zu können, die Grabkammern wieder verschlossen wurden.